# ペコ・ダプチェヴィッチ

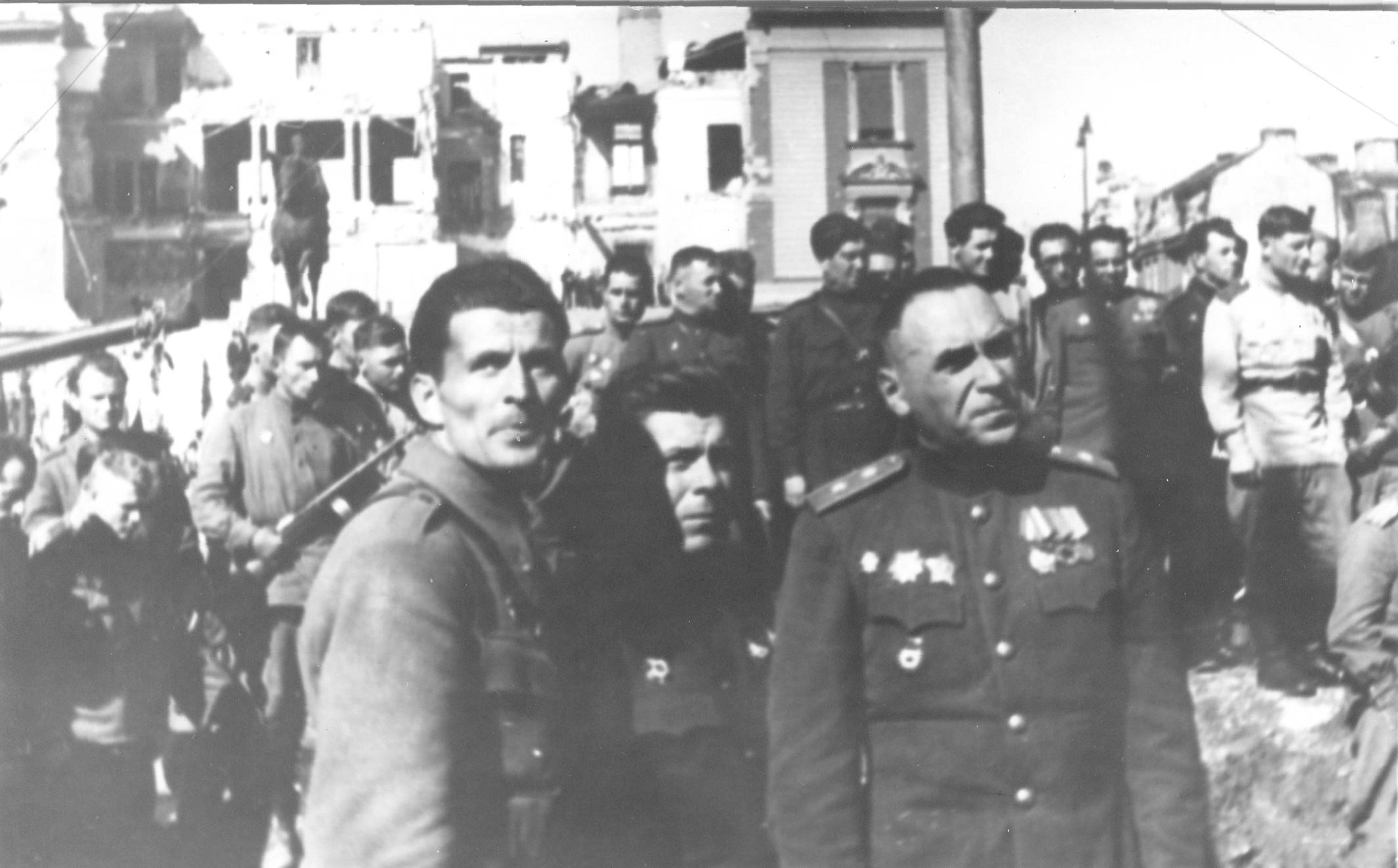
1944年、ベオグラード解放の際のペコ・ダプチェヴィッチ将軍（前列左）とウラジーミル・ジダーノフ将軍（前列右）。

ペコ・ダプチェヴィッチ（キリル表記：Пеко Дапчевић、ラテン表記：Peko Dapčević；1913年6月25日 - 1999年2月13日）は、ユーゴスラビアのパルチザンの指導者の1人。大将。
モンテネグロ、ツェニテ近郊のリュボチニ出身。モンテネグロ人。1933年、ユーゴスラビア共産党に入党。1937年～1939年、国際旅団においてスペイン内戦に従軍。
第二次世界大戦勃発後、ヨシップ・ブロズ・チトーの率いるパルチザンに加わる。ダプチェヴィッチは、支隊長となり、パルチザン旅団編成の際、ユーゴスラビア人民解放軍第4プロレタリアート旅団長に任命された。1943年、第2プロレタリアート師団長。1943年～1944年、第2軍団長、1944年～1945年、第1軍団長。占領軍だけではなく、チェトニク部隊も積極的に攻撃した。1944年春、モンテネグロの部隊を指揮し、ヘルツェゴビナ、モンテネグロ、サンジャク及びセルビアの解放に参加した。1944年9月、ダプチェヴィッチの指揮下に第1軍集団（第1プロレタリアート軍団、第12軍団）が創設された。1944年9月、ウジツェ西方のチェトニクに対して大攻勢を開始し、これを撃破した。1944年10月、ソ連軍と協同でベオグラードに突入した。1945年1月、ダプチェヴィッチの指揮下に第1軍（第1プロレタリアート師団、第5クライナ打撃師団、第6リクス師団、第11師団、第21師団）が創設された。軍司令官として、スレム戦線で戦う。
終戦後、第4軍を指揮し、その後、総監と参謀次長を務めた。モスクワの高等軍事アカデミーを卒業。1953年～1955年、ユーゴスラビア人民軍参謀総長。